# السا و المار
السا و المار نام پروژه موسیقایی السا کارواخال خواننده و ترانه‌سرا اهل کلمبیا است. موسیقی السا و المار را می‌توان به عنوان سینت پاپ توصیف کرد و عناصر موسیقی محلی، گرمسیری و لاتین را ادغام می‌کند. در سال ۲۰۱۴ کارواخال برای آهنگ "Me Viene Bien" برنده جایزه بزرگ در بخش لاتین مسابقه ترانه‌سرایی جان لنون شد.
سال ۲۰۱۹ دومین آلبوم کامل السا و المار را منتشر کرد.